# 1866 au Canada-Est
Cet article traite des événements survenus en 1866 au Canada-Est. 

## Événements

### Janvier
- 1er janvier : entrée en vigueur du Code civil du Bas-Canada.
- 12 janvier : Joseph-Édouard Cauchon devient maire de Québec.

### Février
- 4 février : Joseph La Rocque quitte ses fonctions d'évêque du diocèse de Saint-Hyacinthe.

### Mars
- 20 mars : Charles La Rocque est nommé évêque du Diocèse de Saint-Hyacinthe, à la suite de la démission de Joseph La Rocque.

### Mai
- 16 mai : Des employés de la Montreal City Passenger Railway Company mènent une journée de grève. C'est la première grève de l'histoire du transport collectif à Montréal.

### Juin
- 8 juin : Ouverture de la cinquième session de la 8e législature de la province du Canada. Il s'agira de la toute dernière session de ce parlement avant la Confédération.
- 9 juin : le militaire Timothy O'Hea obtient la croix de Victoria pour avoir éteint l'incendie d'un wagon de munitions près de Danville.

### Juillet
- Non daté : Henry Starnes redevient maire de Montréal après l'avoir été de 1856 à 1858.
- 6 juillet : La motion d’Antoine-Aimé Dorion, visant à soumettre au vote la création de la Confédération canadienne, est rejetée par 79 voix contre 19.

### Août
- 2 août : Le député Elzéar Gérin est déclaré coupable d’avoir insulté et frappé le député Jean-Baptiste-Éric Dorion

### Octobre
- 14 octobre : Grand incendie de Québec.
- 22 octobre : Le Boston Evening Traveller (en) rapporte l'arrivée massive de Canadiens-Français à Gloucester pour trouver du travail dans l'industrie du coton. D'autres s'installent à Haverhill et Stoneham.

### Novembre
- 3 novembre : Les membres de l’opposition du Canada-Est envoient à Henry Herbert, secrétaire britannique d’État aux Colonies, une représentation pour exiger un appel au peuple sur le projet de confédération.

### Décembre
- 4 décembre : ouverture de la conférence de Londres, la dernière à préparer la confédération canadienne. Elle adopte les conclusions de la conférence de Québec.

## Naissances
- 10 janvier - Joseph-Édouard Caron (homme politique)
- 6 avril - Raymond-Marie Rouleau (archevêque de Québec)
- 14 avril - Joseph-Dominique Guay (journaliste et homme d'affaires)
- 19 juillet - Julien Daoust (acteur et metteur en scène)
- 22 juillet - Jean-Baptiste-Arthur Allaire (religieux et historien)
- 6 octobre - Reginald Fessenden (inventeur)
- 26 décembre - Godfroy Langlois (homme politique)

## Décès
- William Baker (médecine et homme politique) (née en 1789 aux États-Unis)
- 3 février - François-Xavier Garneau (historien)
- 7 avril - Antoine Manseau (prêtre missionnaire)
- 19 février - Charles Richard Ogden (premier ministre du Canada-Uni)
- 11 avril - Edward Bowen (avocat, juge et homme politique)
- 1er novembre - Jean-Baptiste-Éric Dorion (homme politique)
- 21 décembre - George-Barthélemy Faribault (bibliographe)